# The Lost Evidence
The Lost Evidence is een 23-delige televisieserie die in 2004-2005 werd uitgezonden door History. In het programma worden belangrijke gevechten uit de Tweede Wereldoorlog gereconstrueerd met behulp van foto's, getuigen, documenten en computerbeelden.

## Episodes
De eerste aflevering van The Lost Evidence, D-Day, duurt honderd minuten. De andere delen beslaan ongeveer vijftig minuten per stuk.
- D-Day
- Noord-Afrikaanse Veldtocht
- Slag om de Ardennen
- Landing op Sicilië
- Bevrijding van Parijs
- Operatie Cobra
- Slag om Berlijn
- Operatie Plunder
- Slag om Monte Cassino
- Slag om Stalingrad
- Operatie Market Garden
- Slag van Peleliu
- Eerste Slag bij El Alamein
- Slag om Engeland
- Slag om Manilla
- Slag om Guam
- Slag om Okinawa
- Slag in de Golf van Leyte
- Slag om Saipan
- Slag om Guadalcanal
- Slag om Tarawa
- Landing op Iwo Jima
- Aanval op Pearl Harbor